# Robert Koldewey
Robert Johann Koldewey (ur. 10 września 1855 w Blankenburgu, zm. 4 lutego 1925 w Berlinie) – niemiecki architekt i archeolog, sławę przyniosły mu prowadzone przez niego 1889-1917 wykopaliska w Babilonie, których celem było przebadanie całości miasta.

## Życiorys
Był samoukiem archeologiem-historykiem. Po ukończeniu gimnazjum w Brunszwiku, przeniósł się z rodziną do Altony w 1869, gdzie uczęszczał do humanistycznego gimnazjum Christianeum. Zdał maturę w 1875 roku. Studiował historię sztuki na uniwersytecie w Berlinie i Wiedniu. 
W 1882 roku porzucił studia i przyłączył się do wyprawy archeologicznej badającej starożytne Assos, gdzie nauczył się technik eksploracyjnych oraz dokumentacji. Później uczestniczył w ekspedycji na Lesbos w 1885, do Iraku w 1887 i do ruin starożytnego Samal w Turcji w latach 1888-1892 W latach 1887–1897 wykładał architekturę w Görlitz.
W 1897 we współpracy z Niemieckim Towarzystwem Orientalistycznym rozpoczął badania ruin starożytnego Babilonu. Wykopaliska rozpoczęto w 1899. Rezultatem prowadzonych przez niego w ciągu 18 lat wykopalisk w Babilonie było odkrycie zigguratu E-temenanki oraz Bramy Isztar. Rozwinął metodę „rozpoznawania” cegieł glinianych, z których były zbudowane Wiszące ogrody Semiramidy.
Prowadził także wykopaliska na terenie Grecji i Włoch.